# Лестіцца
Лестіцца (італ. Lestizza) — муніципалітет в Італії, у регіоні Фріулі-Венеція-Джулія,  провінція Удіне.
Лестіцца розташована на відстані близько 460 км на північ від Рима, 65 км на північний захід від Трієста, 16 км на південний захід від Удіне.
Населення — 3807 осіб (2014).
Щорічний фестиваль відбувається 3 лютого. Покровитель — святий Власій, San Valentino, Santa Maria Assunta, San Giovanni Battista, San Antonio Abate.

## Демографія
Населення за роками:

Станом на 1 січня 2023 року в муніципалітеті офіційно проживало 225 іноземців з 34 країн, серед них 115 громадян країн Євросоюзу та 17 громадян України.

## Сусідні муніципалітети
- Базиліано
- Бертіоло
- Кодроїпо
- Мортельяно
- Поццуоло-дель-Фріулі
- Тальмассонс